# Michel-Rolph Trouillot
Michel-Rolph Trouillot (geb. 26. November 1949 in Port-au-Prince, Haiti; gest. 5. Juli 2012 in Chicago, USA) war ein haitianisch-US-amerikanischer Anthropologe, Historiker und Schriftsteller. Er gilt als einflussreicher Denker im Bereich der postkolonialen Theorie, kritischen Historiografie und politischen Anthropologie. Besonders bekannt ist seine Analyse der Macht in der Geschichtsschreibung, wie er sie in seinem Hauptwerk Silencing the Past: Power and the Production of History (1995) formulierte.

## Leben

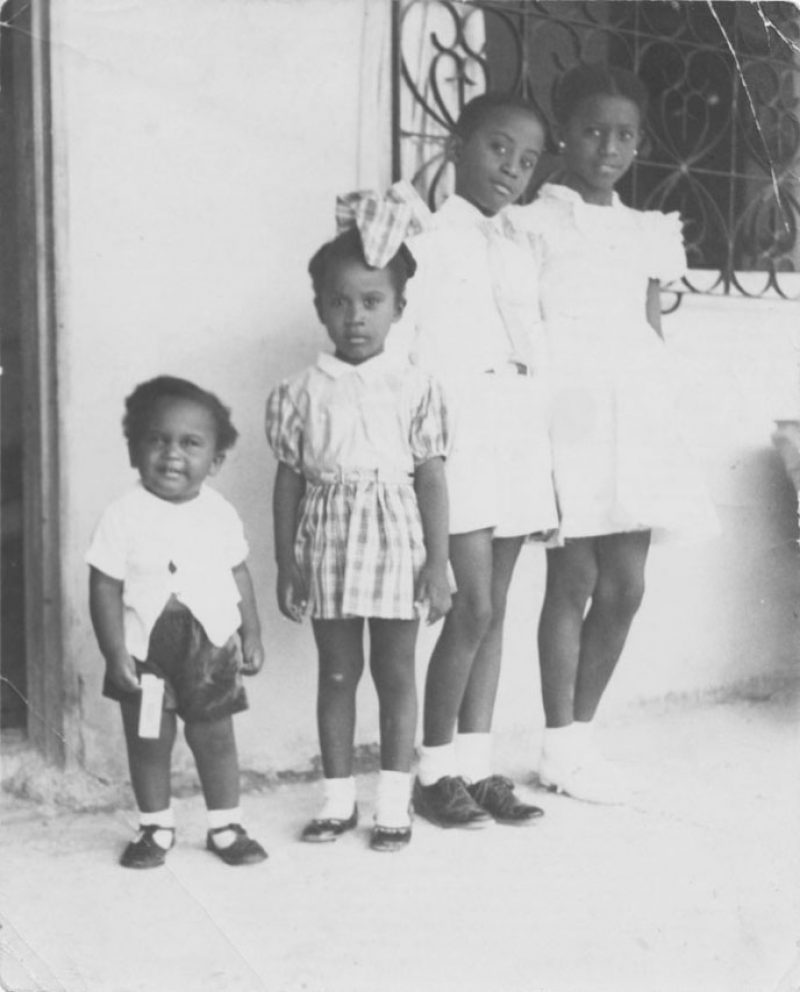
Von links nach rechts: Lyonel, Évelyne, Michel-Rolph und Jocelyne Trouillot vor ihrem Haus in Port-au-Prince in Haiti in den 1950er Jahren

Michel-Rolph Trouillot wurde 1949 in Haiti geboren und entstammte einer politisch und intellektuell aktiven Familie. Sein Vater, Ernst Trouillot, war Anwalt und Historiker; sein Onkel, Henock Trouillot, war ein prominenter haitianischer Historiker. Seine Geschwister Lyonel Trouillot, Evelyne Trouillot und Jocelyne Trouillot sind Schriftsteller. Seine Stiefmutter Ertha Pascal-Trouillot war vom März 1990 an für neun Monate amtierende Präsidentin und somit Staatsoberhaupt von Haiti.
Nach dem Abschluss des Gymnasiums Petit Séminaire Collège Saint-Martial studierte er an der Université d’État d’Haïti. 1968 verließ Trouillot Haiti wie viele andere Studierende infolge von Repressionen unter der Diktatur von François Duvalier und ging zunächst nach Puerto Rico, dann in die Vereinigten Staaten. Er war Teil des haitianischen Exils in New York und Mitgründer des Theaterkollektivs „Tanbou Libète“, das sich für Demokratie und Menschenrechte in Haiti einsetzte.
Er studierte karibische Geschichte und Kultur am Brooklyn College (B.A., 1978) und promovierte in Anthropologie an der Johns Hopkins University (Ph.D., 1985). Noch in seinem Bachelorstudium publizierte er 1977 mit Ti difé boulé sou istwa Ayiti das erste Sachbuch auf Haitianisch-Kreolisch. Trouillot lehrte an mehreren US-Universitäten, unter anderem von 1983 bis 1988 an der Duke University, wo er das Institut für Caribbean Studies mitbegründete, und ab 1998 an der University of Chicago, wo er Professor für Anthropologie war.
Aufgrund von Aneurysmen musste er seine Tätigkeiten ab Januar 2002 einschränken. Er starb im Juli 2012.

## Werk
Trouillots Forschung verbindet Anthropologie, Geschichte und politische Theorie mit einer dekolonialen Perspektive. Er beschäftigte sich mit Fragen der Macht, Erinnerung und Repräsentation, besonders im Kontext der Karibik und der postkolonialen Welt.
In seinem bekanntesten Werk, Silencing the Past: Power and the Production of History, untersucht Trouillot, wie Geschichte nicht nur erzählt, sondern auch zum Schweigen gebracht wird. Er argumentiert, dass Macht nicht nur die Ereignisse selbst, sondern auch deren Dokumentation, Archivierung und Interpretation strukturiert. Besonders bekannt ist seine Analyse der Haitianischen Revolution (1791–1804), die in westlichen Erzählungen lange marginalisiert wurde, obwohl sie eines der radikalsten antikolonialen Ereignisse der Moderne war. Er schreibt: „Verschweigen tritt im Prozess der Geschichtsschreibung an vier entscheidenden Stellen auf: beim Entstehen von Tatsachen, bei ihrer Zusammenstellung, bei ihrer Wiedergewinnung und bei der nachträglichen Bedeutungszuschreibung.“
Trouillot veröffentlichte auch zu Fragen der Globalisierung, des Staates und der postkolonialen Moderne. Haiti: State Against Nation (1990) ist eine Analyse des Verhältnisses von Staatlichkeit und nationaler Identität in Haiti. Global Transformations: Anthropology and the Modern World (2003) ist eine kritische Reflexion zur Rolle der Anthropologie in einer globalisierten Welt.

## Rezeption
Trouillots Werk wurde breit rezipiert und beeinflusste unter anderem postkoloniale Studien, kritische Geschichtstheorie, Black Studies und anthropologische Methodenreflexion. Seine Theorie wurde von Achille Mbembe, Walter Mignolo und Saidiya Hartman rezipiert, die auf ähnliche Weise die Produktion von Wissen und die Ausblendung kolonialer Gewalt reflektieren.

## Veröffentlichungen (Auswahl)
- Ti difé boulé sou istwa Ayiti. 1977.
- Peasants and Capital: Dominica in the World Economy. 1988.
- Haiti: State Against Nation: The Origins and Legacy of Duvalierism. New York 1990: Monthly Review Press.
- Silencing the Past: Power and the Production of History. Boston 1995: Beacon Press.
- Global Transformations: Anthropology and the Modern World. New York 2003: Palgrave Macmillan.